# فعل ناگذر
فعل ناگُذر یا فعل لازم فعلی است که به مفعول نیازی نداشته باشد و برای کامل شدن معنی جمله‌ای که در آن قرار گرفته فقط نیاز به نهاد باشد. مانند آمدن (پرویز [نهاد] آمد [فعل]). برعکس فعل‌های ناگذرا، فعل‌های گذرا (متعدی) برای کامل شدن معنی، به مفعول نیاز دارند. مانند: آوردن (پرویز [نهاد] گل [مفعول] را [نشانه مفعولی] آورد [فعل و مفعول]
فعل‌های لازم به مفعول، متمم یا مسند نیاز ندارند. کاربرد این نقش‌ها با فعل ناگذرا اشتباه است. فعل‌های ناگذرا بیشتر به فعل‌هایی گفته شده‌اند که نشان‌دهندهٔ عملی باشند که طی آن نوعی تغییر در وضعیت و خصوصیات فاعل به وجود می‌آورد. به‌طور مثال نشستن و برخاستن که تغییر وضعیت او را نشان می‌دهد.
نمونه فعل‌های ناگذرا: رفت، مرد، آمد، نشست، برخاست، خوابید، دوید و چرخید.
فعل از لحاظ ساخت در ادبیات فارسی دارای چهار گونه دیگر نیز هست.

## فعل ناگذرای یک‌شخصه
فعل ناگذرای یک‌شخصه مفعول پذیر نیست و بیشتر به صورت سوم شخص بکار می‌رود و بجای شناسه یکی از ضمایر متصل (پی‌بست‌های) ـَم، ـَت، ـَش، ـِمان، ـِتان، ـِشان، شخص فعل را نشان می‌دهد که به آخر اسم قبل از فعل اضافه می‌شود.
نمونه: خوشم آمد.
به فعل ناگذرای یک‌شخصه، فعل مرکب پی‌بستی هم می‌گویند.